# Gouvernement fédéral Seyss-Inquart

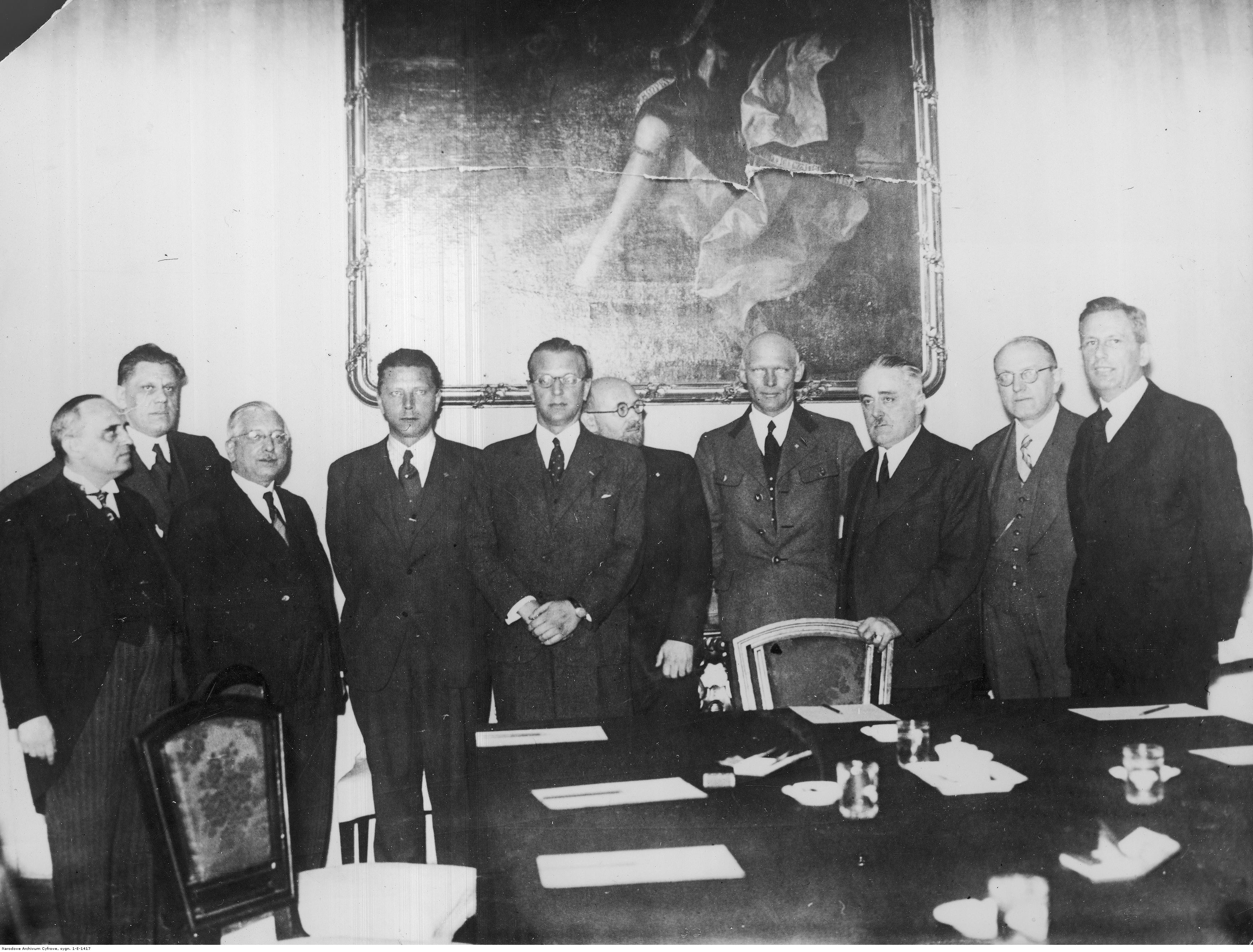
Membres du gouvernement fédéral Seyss-Inquart

Le gouvernement fédéral Seys Inquart (aussi appelé Gouvernement de l'Anschluss) est le dernier gouvernement autrichien avant l'Anschluss qui réunit l'Autriche à l'Allemagne hitlérienne. Ce gouvernement a existé du 11 au 13 mars 1938.

## Histoire
Sous la pression causée par le nombre grandissants de rassemblements et de marches nationales-socialistes, Kurt Schuschnigg annonça le 9 mars un référendum sur l'indépendance de l'Autriche à l'égard de l'Allemagne. Il espérait que le peuple vote en faveur de l'indépendance du pays. C'était aussi ce que croyait le secrétaire d’État allemand Wilhelm Keppler qui conseilla le 10 à Hitler de lever le 3e Gruppenkommando de la Wehrmacht vers l'Autriche.
Le 11 mars, Hitler rencontre le ministre autrichien Edmund Glaise-Horstenau, qui se trouvait alors en Allemagne. Hitler lui fit savoir qu'il considérait le référendum annoncé comme une violation de l'accord de Berchtesgaden et le menaça de représailles militaires. Il demanda ensuite à Odilo Globocnik de transmettre à Schuschnigg un ultimatum : le gouvernement devait renoncer immédiatement à tout référendum, sans quoi l'Allemagne envahirait l'Autriche. Hermann Göring confirma la menace par téléphone, peu après. Schuschnigg renonça donc au référendum. Le ministre de l'intérieur, Seyss-Inquart, en informa Göring. Ce dernier exigea cependant en outre que le gouvernement de Schuschnigg démissionne au profit d'un gouvernement national-socialiste avec pour chancelier Seyss-Inquart, qui, comme premier acte officiel, devrait demander aux troupes allemandes de rétablir l'ordre en Autriche.
A 19h47, Schuschnigg a donc fait savoir à la radio sa démission : « Le président fédéral me charge d'annoncer au peuple autrichien que nous cédons à la violence »,. Il annonça ensuite qu'il avait donné l'ordre aux troupes autrichiennes de ne pas résister en cas d'entrée de l'armée allemande sur le territoire. Après ce discours, les nationaux-socialistes organisèrent des manifestations de soutien dans tous le pays, une marche aux flambeaux s'est rendue à Ballhausplatz. Les différents présidents des Länder furent par ailleurs destitués par les nationaux-socialistes.
Le président fédéral Wilhelm Miklas tenta sans succès pendant quelques heures de convaincre d'autres personnalités politiques de se laisser nommer chancelier fédéral en lieu et place de Seyss-Inquart. Göring fut informé de la démission de Schischnigg par appel téléphonique à 20h. Seyss-Inquart n'étant pas encore désigné chancelier, il ordonna l'invasion de l'Autriche. Miklas fut, faussement, informé que les troupes allemandes avaient déjà traversé la frontière, il céda donc et nomma Seyss-Inquart chancelier. A 23h14, la radio autrichienne annonça la nomination de Seyss-Inquart comme nouveau chancelier fédéral.
Wolfgang Muff, l'attaché militaire allemand, ne considérait plus l'invasion comme nécessaire et partit dormir. Hitler ordonna néanmoins de poursuivre le plan d'invasion, celui-ci devait commencer le lendemain.

Le 12 mars, à 1h30 du matin, le conseiller d'État Hugo Jury a proclamé la liste du gouvernement depuis le balcon de la Chancellerie fédérale. 

## Membres du gouvernement
- Chancelier fédéral : Arthur Seyss-Inquart
- Vice-chancelier : Edmund Glaise-Horstenau
- Ministre fédéral des Affaires étrangères : Wilhelm Wolf
- Ministre fédéral de la Justice : Franz Hueber
- Ministre fédéral de l'Éducation : Oswald Menghin
- Ministre fédéral de l'administration sociale : Jury Hugo
- Ministre fédéral des Finances : Rudolf Neumayer
- Ministre fédéral de l'agriculture et des forêts : Anton Reinthaller
- Ministre fédéral du Commerce et des Transports : Hans Fischböck
- Le chancelier Seyß-Inquart s'est vu confier la direction du ministère fédéral de la Défense.
- Secrétaire d'État à la Sécurité : le chef de la police Michael Skubl
- Assistant du chancelier fédéral pour les affaires de sécurité publique : Ernst Kaltenbrunner
- Assistant du Chancelier fédéral pour la prise de décision politique : Hubert Klausner

Le 13 mars, Friedrich Wimmer et Maximilian de Angelis furent également nommés secrétaires d'État à la Chancellerie fédérale.
La plupart des membres du gouvernement étaient déjà actifs dans les intérêts du NSDAP, cinq étaient membres du Club allemand (de) : Seyß-Inquart, Fischböck, Hueber, Jury et Menghin.

## Travaux
Le nouveau gouvernement se réunit le 12 mars 1938 en Conseil des ministres et adopta une loi fédérale modifiant et complétant la réglementation des taux de changes,.
Le 13 mars, Seyss-Inquart soumet au Conseil des ministres une loi sur la réunification de l'Autriche avec le Reich allemand (en allemand : Wiederverinigung Österreichs mit dem deutschen Reich), elle fut approuvée et put être votée en vertu de la loi des pleins pouvoirs de 1934. Comme, selon la Constitution, une loi n'entre en vigueur qu'après avoir été signée par le président fédéral, elle est également présentée à Miklas. Il a cependant refusé de signer au motif qu’il avait prêté serment au « peuple pour un État indépendant d’Autriche allemande ». Miklas a donc démissionné de ses fonctions, celles-ci étant alors transférées au chancelier fédéral conformément à la Constitution.
Le chef d'État Seyß-Inquart a pu certifier lui-même la loi par laquelle l'Autriche a cessé d'être un État indépendant avec un chancelier fédéral ou un président fédéral.
À l'exception de Michael Skubl, qui démissionna de son poste le 13 mars, le gouvernement du Land Seyss-Inquart continua de fonctionner sous la supervision du gouvernement du Reich de Berlin. Seyss-Inquart, fut nommé gouverneur du Reich le 15 mars. Avec l'entrée en vigueur de la loi sur l'Ostmark le 1er mai 1939, ce gouvernement d'État fut dissous.